# Championnat d'Albanie de football 1956
Navigation
Championnat d'Albanie 1955 Championnat d'Albanie 1957
Le Championnat d'Albanie de football de Kategoria Superiore 1956 est la 17e édition de ce championnat.

## Classement
| Rang | Équipe          | Pts | J  | G  | N | P  | Bp | Bc | Diff |
| ---- | --------------- | --- | -- | -- | - | -- | -- | -- | ---- |
| 1    | Dinamo Tirana   | 29  | 16 | 13 | 3 | 0  | 35 | 8  | +27  |
| 2    | Partizan Tirana | 23  | 16 | 10 | 3 | 3  | 37 | 10 | +27  |
| 3    | Puna Tirana     | 17  | 16 | 7  | 3 | 6  | 24 | 19 | +5   |
| 4    | Puna Vlorë      | 16  | 16 | 6  | 4 | 6  | 21 | 20 | +1   |
| 5    | Puna Korçë      | 15  | 16 | 6  | 3 | 7  | 20 | 33 | -13  |
| 6    | Puna Durrës     | 13  | 16 | 6  | 1 | 9  | 12 | 23 | -11  |
| 7    | Puna Kavajë     | 12  | 16 | 4  | 4 | 8  | 21 | 30 | -9   |
| 8    | Puna Shkodër    | 12  | 16 | 4  | 4 | 8  | 12 | 19 | -7   |
| 9    | Puna Berat      | 7   | 16 | 3  | 1 | 12 | 11 | 31 | -20  |

|  | Champion |
|  | Relégué  |

## Bilan de la saison
| Tableau d'Honneur                 |                    |
| Compétition                       | Vainqueur          |
| Championnat d'Albanie de football | Dinamo Tirana      |
| Coupe d'Albanie de football       | pas de compétition |

| Promotions et relégations     |                         |
| Relégués en First Division    | Puna Shkodër Puna Berat |
| Promus en Kategoria Superiore | Spartaku Tirana         |